# Robert Descharnes
Robert P. Descharnes (Nevers, 1 de enero de 1926 - Indre et Loire, 15 de febrero de 2014) fue un fotógrafo y ensayista francés, uno de los principales biógrafos de Salvador Dalí, sobre el que publicó numerosos libros de referencia acerca de su vida y obra.

## Biografía
Conoció a Dalí y a su esposa Gala en 1950, presentados por el pintor Georges Mathieu durante un viaje en barco a los Estados Unidos. A partir de este encuentro comenzó una estrecha colaboración entre ambos, especialmente relacionada con el proyecto cinematográfico titulado La aventura prodigiosa de la encajera y el rinoceronte, de la que quedó un crudo de cinco horas de duración, nunca editado. Pensada por ambos como la primera película creada mediante el método paranoico-crítico, relacionaba la obsesión del pintor con el cuadro La encajera, de Vermeer, y los rinocerontes.
Se conservan unos 60.000 negativos que retratan la excentricidad y la cotidianidad de Dalí. Ha sido responsable de la protección de su obra, con innumerables falsificaciones alrededor del mundo. En 1986, Dalí cedió los derechos de su obra a la sociedad Demart Pro Arte B.V., dirigida por Descharnes, hasta el año 2004. A su vez, en su testamento estableció como único heredero al Estado español. Eso llevó a un litigio entre la sociedad Deamart, el Estado español y la Fundación Gala-Salvador Dalí. Descharnes mantuvo sus derechos en distintos países de mundo, aunque nunca en España, hasta 2004.
El 15 de diciembre de 2011, el Ministerio de Cultura y Comunicación de Francia lo nombró Caballero de las Artes y las Letras.

## Obra en español
- Descharnes, R. (1987) Dalí, la obra y el hombre. Barcelona: Tusquets.ISBN 978-84-7223-997-5
- Descharnes, R. y Nèret, G. (2007) Salvador Dalí, la obra pictórica. Köln: Taschen. ISBN 978-3-8228-3820-4
- Dalí, S. (2004) Diario de un genio. Notas de Michel Déon y Robert Descharnes. Barcelona: Tusquets. ISBN 978-84-8310-933-5